# Río Arratia
El río Arratia es un río del norte de la península ibérica que discurre por el sur de Vizcaya, España. Tiene 25 km de longitud y es el principal afluente del río Ibaizábal. 

## Curso
Nace en las Peñas de Ichina y Aldamiñape y se forma con las aguas que se precipitan desde el monte Gorbea por tres barrancos que confluyen en la presa de Undurraga (Ceánuri). Discurre formando un amplio y doble meandro hasta llegar a Yurre, lugar en el que vierte sus aguas el río Indusi, también conocido como Ubetxa o Dima.
El río Arratia da nombre al valle al que lo atraviesa, discurriendo por los municipios de Ceánuri, Villaro, Artea, Aránzazu, Yurre y acabar vertiendo las aguas al río Ibaizábal en el término municipal de Lemona